# Jean-François Abdullah Bastin
Pour les articles homonymes, voir Bastin.
Cet article possède un paronyme, voir Jean-François Bastin.
Jean-François Abdullah Bastin (nom musulman Abdullah Abu Abdulaziz, Abdullah père d'Abdulaziz), né à Tervuren (banlieue bourgeoise de Bruxelles) en 1943, habitant de la commune bruxelloise d'Anderlecht, est le dirigeant du Parti jeunes musulmans, un parti politique belge islamique. 

## Enfance
Fils d'un professeur de l'Université catholique de Louvain, Jean-François Bastin a enseigné le français et les mathématiques dans plusieurs écoles privées, a fait plusieurs séjours au Maroc et en Turquie, à l'issue desquels il a apostasié et s'est finalement converti à l'islam en 1972. Pendant son séjour en Turquie, il s'est marié et a milité dans la mouvance Millî Görüş, dont sont notamment issus les partis islamiques turcs Refah, Saâdet et AKP, qui ont formé plusieurs gouvernements turcs. Il a également géré une société de taxis de 1975 à 1985.

## Retour en Belgique et militantisme politico-religieux
Cofondateur avec Bassam Ayachi, un prédicateur franco-syrien, ancien restaurateur à Aix-en-Provence, du Centre islamique de Belgique situé à Molenbeek, une association islamiste radicale, il en dirige l'émanation politique mise sur pied en 2002, le Parti citoyenneté et prospérité (clin d'œil au nom du parti islamiste turc dissout, le Parti de la prospérité, Refah) et participe à la tête de celui-ci aux élections législatives de 2003, obtenant plusieurs milliers de voix, mais très loin du seuil nécessaire pour obtenir un élu. 
Il quitte ce parti à la suite de dissensions internes et crée le Parti jeunes musulmans, sous la bannière duquel il se présente aux élections régionales bruxelloises de 2004 et aux élections communales de 2006 dans les communes bruxelloises d'Anderlecht (où il est tête de liste) et de Molenbeek-Saint-Jean (où son fils Abdulaziz est tête de liste), sans obtenir d'élu,.

## Attitudes vis-à-vis du terrorisme
Dans une interview accordée au New York Times en 2005, il qualifie Oussama ben Laden de « Robin des Bois moderne » et les attentats du 11 septembre 2001 d'« art poétique », de « pure abstraction ». Il a écrit la préface du livre de Malika El Aroud, veuve d'un des assassins du commandant Ahmed Chah Massoud, condamnée le 10 mai 2010 par le tribunal correctionnel de Bruxelles à huit années de prison et 5 000 euros d'amende pour son implication dans la création, la direction et financement d'un groupe à visées terroristes. Parmi ses coaccusés, Abdulaziz Ibnu Abdullah Bastin, l'un des fils de Jean-François Abdullah Bastin, dont un autre fils, Muhammed el Amin Bastin, avait passé quelques mois en détention préventive en Turquie, puis libéré en attente du jugement, suspecté d'être lié aux auteurs des attentats-suicides d'Istanbul de novembre 2003,,,.